# Горсшу-Бенд (Арканзас)
Горсшу-Бенд (англ. Horseshoe Bend) — місто (англ. city) в США, в округах Ізард, Фултон і Шарп штату Арканзас. Населення — 2440 осіб (2020).

## Географія
Горсшу-Бенд розташований на висоті 265 метрів над рівнем моря за координатами 36°13′7″ пн. ш. 91°44′18″ зх. д. / 36.21861° пн. ш. 91.73833° зх. д. (36.218726, -91.738324).  За даними Бюро перепису населення США в 2010 році місто мало площу 38,03 км², з яких 34,70 км² — суходіл та 3,34 км² — водойми.

## Демографія
Згідно з переписом 2010 року, у місті мешкали 2184 особи в 1072 домогосподарствах у складі 653 родин. Густота населення становила 57 осіб/км².  Було 1378 помешкань (36/км²). 
Расовий склад населення:
| - 96,5 % — білих - 0,3 % — корінних американців - 0,1 % — чорних або афроамериканців - 0,1 % — азіатів - 1,4 % — осіб інших рас |

До двох чи більше рас належало 1,6 %. Іспаномовні складали 2,9 % від усіх жителів.
За віковим діапазоном населення розподілялося таким чином: 14,5 % — особи молодші 18 років, 45,0 % — особи у віці 18—64 років, 40,5 % — особи у віці 65 років та старші. Медіана віку мешканця становила 59,4 року. На 100 осіб жіночої статі у місті припадало 91,9 чоловіків;  на 100 жінок у віці від 18 років та старших — 91,1 чоловіків також старших 18 років.
Середній дохід на одне домашнє господарство  становив 33 966 доларів США (медіана — 26 528), а середній дохід на одну сім'ю — 43 220 доларів (медіана — 32 031). Медіана доходів становила 30 000 доларів для чоловіків та 25 294 долари для жінок. За межею бідності перебувало 28,2 % осіб, у тому числі 56,9 % дітей у віці до 18 років та 16,2 % осіб у віці 65 років та старших.
Цивільне працевлаштоване населення становило 570 осіб. Основні галузі зайнятості: освіта, охорона здоров'я та соціальна допомога — 21,4 %, роздрібна торгівля — 16,5 %, мистецтво, розваги та відпочинок — 13,2 %, виробництво — 10,4 %.
За даними перепису населення 2000 року в Горсшу-Бенді проживало 2278 осіб, 725 сімей, налічувалося 1142 домашніх господарств і 1451 житловий будинок. Середня густота населення становила близько 60,3 осіб на один квадратний кілометр. Расовий склад Горсшу-Бенда за даними перепису розподілився таким чином: 97,28 % білих, 0,22 % — чорних або афроамериканців, 0,88 % — корінних американців, 0,13 % — азіатів, 0,04 % — вихідців с тихоокеанських островів, 1,05 % — представників змішаних рас, 0,4 % — інших народів. Іспаномовні склали 1,23 % від усіх жителів міста.
З 1142 домашніх господарств в 11,6 % — виховували дітей віком до 18 років, 56,7 % представляли собою подружні пари, які спільно проживали, в 4,6 % сімей жінки проживали без чоловіків, 36,5 % не мали сімей. 33,8 % від загального числа сімей на момент перепису жили самостійно, при цьому 24,3 % склали самотні літні люди у віці 65 років та старше. Середній розмір домашнього господарства склав 1,95 особи, а середній розмір родини — 2,42 особи.
Населення міста за віковим діапазоном за даними перепису 2000 року розподілилося таким чином: 12,8 % — жителі молодше 18 років, 3,4 % — між 18 і 24 роками, 13,5 % — від 25 до 44 років, 24,6 % — від 45 до 64 років і 45,7 % — у віці 65 років та старше. Середній вік мешканця склав 63 роки. На кожні 100 жінок в Горсшу-Бенді припадало 86, 9 чоловіків, у віці від 18 років та старше — 84,2 чоловіків також старше 18 років.
Середній дохід на одне домашнє господарство в місті склав 26 714 доларів США, а середній дохід на одну сім'ю — 34 129 доларів. При цьому чоловіки мали середній дохід в 24 286 доларів США на рік проти 17 688 доларів середньорічного доходу у жінок. Дохід на душу населення в місті склав 18 987 доларів на рік. 6,9 % від усього числа сімей в окрузі і 10,8 % від усієї чисельності населення перебувало на момент перепису населення за межею бідності, при цьому 26,7 % з них були молодші 18 років і 2,6 % — у віці 65 років та старше.